# Soldenfeldts Stiftelse
(Brødrene) Soldenfeldts Stiftelse, beliggende Ryesgade 104 og Sortedam Dossering 85 på Østerbro i København er en velgørende stiftelse med friboliger. 
Stiftelsen, der ligger ud til Sortedams Sø, er oprettet af brødrene, etatsråd Joseph Soldenfeldt og boghandler F.V. Soldenfeldt ved testamente af 1881 som stiftelse for værdige og trængende aldrende lærerinder, husjomfruer, syjomfruer samt tjenestepiger. Soldenfeldts Stiftelse er ifølge den nugældende fundats udelukkende for enlige kvinder over 50 år med aktuel bopæl i Københavns Kommune.
Selve den store, firfløjede og strengt symmetriske bygning i rød tegl blev opført 1893-94 efter tegninger af H.B. Storck for Københavns Magistrat. Han var også manden bag Abel Cathrines Stiftelse, og begge er inspireret af italiensk middelalderarkitektur og renæssance. Soldenfeldts Stiftelse blev fredet i 1997 og byfornyet ved SBS Byfornyelse 2002-03, så den i dag rummer 99 lejligheder.
På facaden mod Sortedam Dossering ses bl.a. en række terrakotta-medaljoner omgivet af laurbærkranse. De fremstiller de dyder, som de oprindelige beboere formodedes at besidde. Mådehold, flid, tålmod, renhed, ydmyghed og tro sidder til venstre for indgangen. Til højre finder man håb, kærlighed, fred, årvågenhed, klogskab og sandhed. Medaljonerne blev udført i Firenze i årene 1891-1894 af billedhuggeren Carl Aarsleff og opsat i 1895.